# Roberto Russo

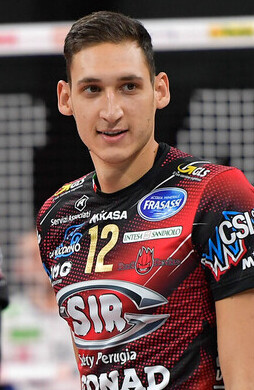
Roberto Russo zawodnikiem Sir Safety Conad Perugia

Roberto Russo (ur. 23 lutego 1997 w Palermo) – włoski siatkarz, reprezentant kraju, grający na pozycji środkowego.

## Kariera klubowa
| Lata      | Klub                     |
| 2014–2018 | Club Italia              |
| 2018–2019 | Consar Rawenna           |
| 2019–     | Sir Safety Conad Perugia |

## Sukcesy klubowe
Superpuchar Włoch:
- 2019, 2020, 2022[3], 2023[4], 2024[5]

Mistrzostwo Włoch:
- 2024[6]
- 2021, 2022[7]
- 2025[8]

Puchar Włoch:
- 2022[9], 2024[10]

Klubowe Mistrzostwa Świata:
- 2022[11], 2023[12]

Liga Mistrzów:
- 2025[13]

## Sukcesy reprezentacyjne
Igrzyska Śródziemnomorskie:
- 2018

Mistrzostwa Świata:
- 2022[14]

Mistrzostwa Europy:
- 2023[15]